# Aspuddsparken

Aspuddsparken är en parklek i Aspudden i Stockholm. Parkleken är en av Stockholms största och drivs av Djur och Kul i Stockholm AB medan parkens utemiljö sköts av Hägersten och Liljeholmens stadsdelsförvaltning. I parken ligger fokuset på barn och djur och där finns får, getter, grisar, hästar, höns, kaniner, katter och marsvin. Aspuddsparken är en av Stockholms ytterstads populäraste parker med cirka 130 000 besökare om året. Under 2014 påbörjades en renovering av parken som beräknas pågå fram till sommaren 2016.